# VC-1
VC-1 est un codec vidéo normalisé le 3 avril 2006 par la Society of Motion Picture and Television Engineers (SMPTE) et mis en application par Microsoft. Sa version haute définition a été conçue par le DVD Forum pour être implémentée sur les HD DVD de NEC et sur les disques Blu-ray de Sony, faisant ainsi concurrence à l'utilisation du H.264 pour l'encodage vidéo des films sur ces supports.
Une version avant standardisation a été utilisée dans le codec Microsoft WMV-9.